# 茹魯埃納國家公園
茹魯埃納國家公園於2006年宣佈成立，面積約19,000平方公里，是巴西第三大國家公園。它位於馬托格羅索州北部茹魯埃納河沿岸。
該公園保育多種瀕危物種，如美洲豹、巨獺及角雕等。